# Лусіано дель Ріо
Лусіано дель Ріо (ісп. Luciano Del Río; нар. 15 березня 1992, Пуерто-Пірамідес, провінція Чубут) — аргентинський борець греко-римського стилю, чемпіон та срібний призер чемпіонатів Південної Америки, срібний та дворазовий бронзовий призер Панамериканських чемпіонатів, бронзовий призер Південноамериканських ігор.

## Спортивні результати на міжнародних змаганнях

### Виступи на Чемпіонатах світу
| Змагання                        | Збірна    | Вагова категорія                  | Місце |
| ------------------------------- | --------- | --------------------------------- | ----- |
| Чемпіонат світу з боротьби 2019 | Аргентина | греко-римська боротьба, до 130 кг | 20    |

### Виступи на Панамериканських чемпіонатах
| Змагання                                   | Збірна    | Вагова категорія                  | Місце  |
| ------------------------------------------ | --------- | --------------------------------- | ------ |
| Панамериканський чемпіонат з боротьби 2015 | Аргентина | греко-римська боротьба, до 130 кг | Бронза |
| Панамериканський чемпіонат з боротьби 2016 | Аргентина | греко-римська боротьба, до 130 кг | Бронза |
| Панамериканський чемпіонат з боротьби 2017 | Аргентина | греко-римська боротьба, до 130 кг | 5      |
| Панамериканський чемпіонат з боротьби 2018 | Аргентина | греко-римська боротьба, до 130 кг | 10     |
| Панамериканський чемпіонат з боротьби 2019 | Аргентина | греко-римська боротьба, до 130 кг | Срібло |
| Панамериканський чемпіонат з боротьби 2020 | Аргентина | греко-римська боротьба, до 130 кг | 5      |

### Виступи на Панамериканських іграх
| Змагання                  | Збірна    | Вагова категорія                  | Місце |
| ------------------------- | --------- | --------------------------------- | ----- |
| Панамериканські ігри 2015 | Аргентина | греко-римська боротьба, до 130 кг | 7     |
| Панамериканські ігри 2019 | Аргентина | греко-римська боротьба, до 130 кг | 5     |

### Виступи на Чемпіонатах Південної Америки
| Змагання                                    | Збірна    | Вагова категорія                  | Місце  |
| ------------------------------------------- | --------- | --------------------------------- | ------ |
| Чемпіонат Південної Америки з боротьби 2014 | Аргентина | вільна боротьба, до 125 кг        | 5      |
| Чемпіонат Південної Америки з боротьби 2014 | Аргентина | греко-римська боротьба, до 130 кг | 4      |
| Чемпіонат Південної Америки з боротьби 2015 | Аргентина | греко-римська боротьба, до 130 кг | Срібло |
| Чемпіонат Південної Америки з боротьби 2016 | Аргентина | греко-римська боротьба, до 130 кг | Золото |

### Виступи на Південноамериканських іграх
| Змагання                       | Збірна    | Вагова категорія                  | Місце  |
| ------------------------------ | --------- | --------------------------------- | ------ |
| Південноамериканські ігри 2018 | Аргентина | греко-римська боротьба, до 130 кг | Бронза |

### Виступи на інших змаганнях
| Змагання                                                         | Збірна    | Вагова категорія                  | Місце  |
| ---------------------------------------------------------------- | --------- | --------------------------------- | ------ |
| Кубок Бразилії з боротьби 2014                                   | Аргентина | греко-римська боротьба, до 130 кг | 4      |
| Кубок Бразилії з боротьби 2014                                   | Аргентина | вільна боротьба, до 125 кг        | 5      |
| Trophee Milone 2015                                              | Аргентина | греко-римська боротьба, до 130 кг | Срібло |
| Гран-прі Загреба з боротьби 2016                                 | Аргентина | греко-римська боротьба, до 130 кг | 7      |
| Олімпійський кваліфікаційний турнір з боротьби 2016 (Фріско)     | Аргентина | греко-римська боротьба, до 130 кг | 10     |
| Олімпійський кваліфікаційний турнір з боротьби 2016 (Улан-Батор) | Аргентина | греко-римська боротьба, до 130 кг | 11     |
| Олімпійський кваліфікаційний турнір з боротьби 2016 (Стамбул)    | Аргентина | греко-римська боротьба, до 130 кг | 16     |
| Золотий Гран-прі з боротьби 2016                                 | Аргентина | греко-римська боротьба, до 130 кг | 9      |
| Міжнародний меморіал Дейва Шульца 2017                           | Аргентина | греко-римська боротьба, до 130 кг | 4      |
| Гран-прі Загреба з боротьби 2017                                 | Аргентина | греко-римська боротьба, до 130 кг | 11     |
| Гран-прі Угорщини з боротьби 2017                                | Аргентина | греко-римська боротьба, до 130 кг | 13     |
| Гран-прі Загреба з боротьби 2018                                 | Аргентина | греко-римська боротьба, до 130 кг | 5      |
| Тор Мастерс 2018                                                 | Аргентина | греко-римська боротьба, до 130 кг | 13     |
| Меморіал Кристьяна Палусалу 2018                                 | Аргентина | греко-римська боротьба, до 130 кг | 8      |
| Henri Deglane Challenge 2019                                     | Аргентина | греко-римська боротьба, до 130 кг | 5      |
| Турнір Дана Колова — Николи Петрова 2019                         | Аргентина | греко-римська боротьба, до 130 кг | 7      |
| Гран-прі Іспанії з боротьби 2019                                 | Аргентина | греко-римська боротьба, до 130 кг | 5      |
| Кубок Гранми і Серро-Пеладо з боротьби 2020                      | Аргентина | греко-римська боротьба, до 130 кг | 5      |
| Олімпійський кваліфікаційний турнір з боротьби 2020 (Оттава)     | Аргентина | греко-римська боротьба, до 130 кг | 7      |